# Uruguay az 1960. évi nyári olimpiai játékokon
Uruguay az olaszországi Rómában megrendezett 1960. évi nyári olimpiai játékok egyik részt vevő nemzete volt. Az országot az olimpián 8 sportágban 34 sportoló képviselte, akik érmet nem szereztek.

## Atlétika
Férfi
| Versenyző      | Versenyszám | Selejtező | Selejtező | Döntő    | Döntő    |
| Versenyző      | Versenyszám | Eredmény  | Helyezés  | Eredmény | Helyezés |
| -------------- | ----------- | --------- | --------- | -------- | -------- |
| Fermín Donazar | Távolugrás  | 724 cm    | 23.       | kiesett  | kiesett  |

## Evezés
| Versenyző                                           | Versenyszám      | Előfutam | Előfutam | Vigaszág | Vigaszág | Döntő   | Döntő   | Helyezés    |
| Versenyző                                           | Versenyszám      | Idő      | Hely.    | Idő      | Hely.    | Idő     | Hely.   | Helyezés    |
| --------------------------------------------------- | ---------------- | -------- | -------- | -------- | -------- | ------- | ------- | ----------- |
| Paulo Carvalho Mariano Caulín                       | Kétpárevezős     | 7:38,57  | 4.       | 7:04,78  | 2.       | kiesett | kiesett | helyezetlen |
| Luis Aguiar Gustavo Pérez Raúl Torrieri (kormányos) | Kormányos kettes | 7:38,17  | 3.       | 7:45,02  | 2.       | kiesett | kiesett | helyezetlen |

## Kerékpározás

### Országúti kerékpározás
| Versenyző         | Versenyszám   | Idő           | Helyezés      |
| ----------------- | ------------- | ------------- | ------------- |
| Rubén Etchebarne  | Mezőnyverseny | nem ért célba | nem ért célba |
| Rodolfo Rodino    | Mezőnyverseny | nem ért célba | nem ért célba |
| Juan José Timón   | Mezőnyverseny | nem ért célba | nem ért célba |
| Alberto Velázquez | Mezőnyverseny | nem ért célba | nem ért célba |

### Pálya-kerékpározás
Időfutam
| Versenyző  | Versenyszám  | Idő     | Helyezés |
| ---------- | ------------ | ------- | -------- |
| Luis Serra | Férfi egyéni | 1:11,42 | 14.      |

Üldözőverseny
| Versenyző                                                         | Versenyszám  | Selejtező                                                                                           | Selejtező | Selejtező | Negyeddöntő  | Negyeddöntő | Negyeddöntő | Elődöntő     | Elődöntő  | Elődöntő | Döntő        | Döntő     | Helyezés    |
| Versenyző                                                         | Versenyszám  | Ellenfél Idő                                                                                        | Saját idő | Hely.     | Ellenfél Idő | Saját idő   | Hely.       | Ellenfél Idő | Saját idő | Hely.    | Ellenfél Idő | Saját idő | Helyezés    |
| ----------------------------------------------------------------- | ------------ | --------------------------------------------------------------------------------------------------- | --------- | --------- | ------------ | ----------- | ----------- | ------------ | --------- | -------- | ------------ | --------- | ----------- |
| Rubén Etchebarne Rodolfo Rodino Juan José Timón Alberto Velázquez | Férfi csapat | Belgium (BEL) · Romain De Loof · Barthélemy Gillard · Frans Melckenbeeck · Charles Rabaey · 4:49,46 | 4:47,83   | 1.        | kiesett      | kiesett     | kiesett     | kiesett      | kiesett   | kiesett  | kiesett      | kiesett   | helyezetlen |

## Kosárlabda
| Uruguayi férfi kosárlabdacsapat-játékoskeret                                                     | Uruguayi férfi kosárlabdacsapat-játékoskeret                                                    |
| ------------------------------------------------------------------------------------------------ | ----------------------------------------------------------------------------------------------- |
| - Carlos Blixen - Nelson Chelle - Edison Ciavattone - Danilo Coito - Héctor Costa - Manuel Gadea | - Adolfo Lubnicki - Sergio Matto - Raúl Mera - Washington Poyet - Waldemar Rial - Milton Scaron |

### Eredmények
Csoportkör
D csoport
| Csapat               | M | Gy | V | P+  | P–  | Pk  |
| -------------------- | - | -- | - | --- | --- | --- |
| Uruguay (URU)        | 3 | 2  | 1 | 228 | 225 | +3  |
| Lengyelország (POL)  | 3 | 2  | 1 | 233 | 207 | +26 |
| Fülöp-szigetek (PHI) | 3 | 1  | 2 | 228 | 248 | –20 |
| Spanyolország (ESP)  | 3 | 1  | 2 | 222 | 231 | –9  |

| 1960. augusztus 26. 23:00 | Spanyolország (ESP) | 77 – 72 | Uruguay (URU) |  |
| 1960. augusztus 26. 23:00 | (41 – 30)           |         |               |  |

| 1960. augusztus 27. 20:00 | Uruguay (URU) | 76 – 72 | Lengyelország (POL) |  |
| 1960. augusztus 27. 20:00 | (39 – 38)     |         |                     |  |

| 1960. augusztus 29. 14:30 | Uruguay (URU) | 80 – 76 | Fülöp-szigetek (PHI) |  |
| 1960. augusztus 29. 14:30 | (38 – 37)     |         |                      |  |

Középdöntő
F csoport
| Csapat                 | M | Gy | V | P+  | P–  | Pk   |
| ---------------------- | - | -- | - | --- | --- | ---- |
| Egyesült Államok (USA) | 3 | 3  | 0 | 293 | 149 | +144 |
| Szovjetunió (URS)      | 3 | 2  | 1 | 232 | 195 | +37  |
| Jugoszlávia (YUG)      | 3 | 1  | 2 | 197 | 275 | –78  |
| Uruguay (URU)          | 3 | 0  | 3 | 186 | 289 | –103 |

| 1960. szeptember 1. 20:00 | Szovjetunió (URS) | 89 – 53 | Uruguay (URU) |  |
| 1960. szeptember 1. 20:00 | (42 – 22)         |         |               |  |

| 1960. szeptember 2. 21:30 | Egyesült Államok (USA) | 108 – 50 | Uruguay (URU) |  |
| 1960. szeptember 2. 21:30 | (65 – 19)              |          |               |  |

| 1960. szeptember 3. 17:30 | Jugoszlávia (YUG) | 94 – 83 | Uruguay (URU) |  |
| 1960. szeptember 3. 17:30 | (43 – 35)         |         |               |  |

Az 5–8. helyért
| 1960. szeptember 7. 21:00 | Csehszlovákia (TCH) | 98 – 72 | Uruguay (URU) |  |
| 1960. szeptember 7. 21:00 | (42 – 36)           |         |               |  |

| 1960. szeptember 9. 21:00 | Lengyelország (POL) | 64 – 62 | Uruguay (URU) |  |
| 1960. szeptember 9. 21:00 | (35 – 31)           |         |               |  |

A táblázat tartalmazza a középdöntőben lejátszott Jugoszlávia – Uruguay 94–83-as eredményt.
| Csapat              | M | Gy | V | P+  | P–  | Pk  |
| ------------------- | - | -- | - | --- | --- | --- |
| Csehszlovákia (TCH) | 3 | 3  | 0 | 284 | 240 | +44 |
| Jugoszlávia (YUG)   | 3 | 2  | 1 | 282 | 262 | +20 |
| Lengyelország (POL) | 3 | 1  | 2 | 220 | 245 | –25 |
| Uruguay (URU)       | 3 | 0  | 3 | 217 | 256 | –39 |

| Csapat        | Helyezés |
| ------------- | -------- |
| Uruguay (URU) | 8.       |

## Lovaglás
Díjugratás
| Versenyző                                       | Ló                    | Versenyszám | 1. forduló | 1. forduló | 2. forduló    | 2. forduló | Összesen    | Összesen    |
| Versenyző                                       | Ló                    | Versenyszám | Pont       | Hely.      | Pont          | Hely.      | Pont        | Helyezés    |
| ----------------------------------------------- | --------------------- | ----------- | ---------- | ---------- | ------------- | ---------- | ----------- | ----------- |
| Carlos Colombino                                | Guanaco               | Egyéni      | 16,00      | =10.       | 43,50         | 34.        | 59,50       | 30.         |
| Germán Mailhos                                  | Julian                | Egyéni      | 24,00      | =27.       | 20,00         | =17.       | 44,00       | =20.        |
| Rafael Paullier                                 | Arapey                | Egyéni      | 32,00      | 33.        | 15,00         | 11.        | 47,00       | =24.        |
| Carlos Colombino Germán Mailhos Rafael Paullier | Guanaco Julian Arapey | Csapat      | 83,75      | 8.         | nem ért célba | kiesett    | helyezetlen | helyezetlen |

## Ökölvívás
| Versenyző           | Versenyszám   | Selejtező             | 32-es főtábla           | Nyolcaddöntő              | Negyeddöntő       | Elődöntő          | Döntő             | Helyezés |
| Versenyző           | Versenyszám   | Ellenfél Eredmény     | Ellenfél Eredmény       | Ellenfél Eredmény         | Ellenfél Eredmény | Ellenfél Eredmény | Ellenfél Eredmény | Helyezés |
| ------------------- | ------------- | --------------------- | ----------------------- | ------------------------- | ----------------- | ----------------- | ----------------- | -------- |
| Gualberto Gutiérrez | Könnyűsúly    | erőnyerő              | Eddie Blay (GHA) · 1-4  | kiesett                   | kiesett           | kiesett           | kiesett           | 17.      |
| Roberto Martínez    | Váltósúly     | Max Meier (SUI) · 1-4 | kiesett                 | kiesett                   | kiesett           | kiesett           | kiesett           | 33.      |
| Pedro Votta         | Nagyváltósúly |                       | Rolf Caroli (EUA) · 3-2 | Carmelo Bossi (ITA) · 1-4 | kiesett           | kiesett           | kiesett           | 9.       |

## Vitorlázás
Nyílt
| Versenyző                                     | Versenyszám | Futam | Futam | Futam | Futam | Futam | Futam | Futam | Pontszám | Helyezés |
| Versenyző                                     | Versenyszám | 1     | 2     | 3     | 4     | 5     | 6     | 7     | Pontszám | Helyezés |
| --------------------------------------------- | ----------- | ----- | ----- | ----- | ----- | ----- | ----- | ----- | -------- | -------- |
| Gonzalo García Horacio García Víctor Trinchín | Sárkányhajó | 328   | 302   | 754   | 190   | 210   | (152) | 328   | 2112     | 19.      |

## Vívás
Férfi
| Versenyző        | Versenyszám  | Csoportkör | Csoportkör | Csoportkör | Csoportkör | Csoportkör | Csoportkör  | Csoportkör        | Csoportkör | Csoportkör        | Csoportkör | Helyezés    |
| Versenyző        | Versenyszám  | 1. kör | 1. kör     | 2. kör | 2. kör     | Negyeddöntő | Negyeddöntő | Elődöntő          | Elődöntő   | Döntő             | Döntő      | Helyezés    |
| Versenyző        | Versenyszám  | Ellenfél Eredmény | Hely.      | Ellenfél Eredmény | Hely.      | Ellenfél Eredmény | Hely.       | Ellenfél Eredmény | Hely.      | Ellenfél Eredmény | Hely.      | Helyezés    |
| ---------------- | ------------ | --- | ---------- | --- | ---------- | --- | ----------- | ----------------- | ---------- | ----------------- | ---------- | ----------- |
| Juan Paladino    | Tőr, egyéni  | 7. csoport · Enrique González (ESP) · 5-3 · Attila Csipler (ROU) · 5-4 · Viktor Zsdanovics (URS) · 0-5 · Jacques Debeur (BEL) · 4-5 · Brian Pickworth (NZL) · 4-5  | 5.         | kiesett | kiesett    | kiesett | kiesett     | kiesett           | kiesett    | kiesett           | kiesett    | helyezetlen |
| Juan Paladino    | Kard, egyéni | 11. csoport · Pierluigi Chicca (ITA) · 5-3 · Michael Amberg (GBR) · 5-4 · Brian Pickworth (NZL) · 5-3 · Wojciech Zabłocki (POL) · 2-5 · Jushar Haschja (INA) · 4-5 | 2.         | 1. csoport · Günther Ulrich (AUT) · 5-4 · Claude Arabo (FRA) · 1-5 · Horváth Zoltán (HUN) · 1-5 · Michael D'Asaro Sr. (USA) · 3-5 · Ladislau Rohony (ROU) · 3-5      | 5.         | kiesett | kiesett     | kiesett           | kiesett    | kiesett           | kiesett    | helyezetlen |
| Teodoro Goliardi | Kard, egyéni | 12. csoport · Allan Kwartler (USA) · 5-4 · Funamizu Micujuki (JPN) · 5-4 · Trần Văn Xuan (VIE) · 5-1 · David van Gelder (ISR) · 5-0 · Jacques Lefèvre (FRA) · 2-5  | 2.         | 5. csoport · Wilfried Wöhler (EUA) · 5-4 · Daniel Sande (ARG) · 5-3 · Alexander Leckie (GBR) · 5-3 · Kárpáti Rudolf (HUN) · 0-5 · Roberto Ferrari (ITA) · nem vívtak | 3.         | 3. csoport · Nugzar Aszatiani (URS) · 5-2 · Walter Köstner (EUA) · 5-1 · Wojciech Zabłocki (POL) · 2-5 · Gerevich Aladár (HUN) · 0-5 · Jacques Roulot (FRA) · 3-5 | 4.          | kiesett           | kiesett    | kiesett           | kiesett    | helyezetlen |